# De Scalzi Bros
De Scalzi Bros è stato gruppo musicale fondato nel 1991 dai fratelli genovesi Aldo e Vittorio De Scalzi, quest'ultimo famoso per la sua lunga esperienza come bandleader dello storico gruppo dei New Trolls. Sono soliti creare gli inni della tifoseria blucerchiata, come la rielaborazione dell'inno storico Doria Olé e la canzone Forza Doria, pubblicati nell'album del 1991 Sampdoria - Il grande cuore della Sud per festeggiare la vittoria dello scudetto nella stagione 1990-1991.